# Will Perdue
Pour les articles homonymes, voir Perdue (homonymie).
William Edward Perdue (né le 29 août 1965 à Melbourne, Floride) est un ancien joueur américain de basket-ball.

## Biographie
Perdue débute à Merritt Island High School, à Merritt Island en Floride. Il rejoint ensuite Vanderbilt University, où il est nommé joueur de l'année de la Southeastern Conference et athlète de la SEC de l'année 1988. Il est sélectionné par les Bulls de Chicago au 11e rang de la draft 1988. Entre 1991 et 1993, il remporte trois titres de champion NBA avec les Bulls, en tant que remplaçant de Bill Cartwright. Il devient un titulaire régulier à partir de la saison 1994-1995, réalisant une moyenne de 8,0 points et 6,7 rebonds par match. Cependant, avec l'émergence de Luc Longley, il devient moins indispensable et il est transféré en 1995 aux Spurs de San Antonio en échange de Dennis Rodman. Perdue gagne son quatrième titre de champion NBA avec les Spurs en 1999.
En août 1999, Perdue retourne aux Bulls de Chicago en tant qu'agent libre. Il y reste une saison avant de signer aux Trail Blazers de Portland, où il réalise des statistiques de 4,7 points et 4,9 rebonds par match pour sa 13e et dernière année de carrière, en 2001. Il est désormais consultant sur ESPN radio.